# Парламентские выборы в Великобритании (2015)
Парламентские выборы в Великобритании 2015 года прошли 7 мая. По итогам выборов Консервативная партия получила большинство мест в Палате общин, что обеспечило ей возможность для формирования однопартийного правительства.

## Перед выборами
В ноябре 2014 года, согласно опросу IPSOS, популярность Лейбористов упала и составляет всего 29 %, тогда как Консерваторов в конце 2014 года находилась на отметке в 32 %, что означает самый большой их отрыв от конкурентов с октября 2010 года.
Успех в 2014 году на майских выборах в Европарламент крайне правой британской Партии независимости, выступающей за резкое ограничение миграции, продемонстрировал, что вопрос об ограничении притока иностранцев в значительной степени беспокоит жителей Объединенного Королевства. И на поле «правых» стала играть Консервативная партия во главе с Дэвидом Кэмероном, который обещал в случае победы его партии на предстоящих в мае выборах поднять вопрос о проведении в 2017 году или даже раньше референдум по вопросу о выходе Великобритании из Евросоюза.

## Выборы
Эксит-поллы
По данным первых эксит-поллов, проведённых NOP/MORI, Консервативная партия победила в относительном большинстве одномандатных округов и, соответственно, получила наибольшее число мест в Палате общин (316 против 306 на предыдущих выборах), что немного меньше 326 мест, требуемых для формирования правительства. По данным этих же опросов, Лейбористская партия получила 239 мест в Палате общин против 258 на предыдущих выборах, Шотландская национальная партия — 58 против прежних 6, Либеральные демократы — 10 против 57, Партия Уэльса — 4 против 3, Партия независимости Соединённого Королевства — 2 против 0, Зелёная партия — 2 против 1.
Опрос, выполненный YouGov за день до выборов, показал несколько иные результаты. По его данным, Консервативная партия может рассчитывать на 284 места в Палате общин, Лейбористская — на 263, Шотландская национальная — на 48, а Либерал-демократы — на 31, Партия независимости Соединённого Королевства — на 2 места.
Окончательные результаты
Первым округом, в котором были подсчитаны все голоса, стал Хоутон и Южный Сандерленд, в котором победила Бриджет Филипсон от Лейбористской партии. Последним округом, где подсчитывались голоса, стал Сент-Айвс.
| Партия | Партия                                        | Голосов (предварительно) | Мест получено | Δ с 2010 |
| ------ | --------------------------------------------- | ------------------------ | ------------- | -------- |
|        | Консервативная партия                         | 11 334 920 (36,9%)       | 331           | ▲ 25     |
|        | Лейбористская партия                          | 9 344 328 (30,4%)        | 232           | ▼ 26     |
|        | Шотландская национальная партия               | 1 454 436 (4,7%)         | 56            | ▲ 50     |
|        | Либеральные демократы                         | 2 415 888 (7,9%)         | 8             | ▼ 49     |
|        | Демократическая юнионистская партия           | 184 260 (0,6%)           | 8             | ▬        |
|        | Шинн Фейн                                     | 176 232 (0,6%)           | 4             | ▼ 1      |
|        | Партия Уэльса                                 | 181 694 (0,6%)           | 3             | ▬        |
|        | Социал-демократическая и лейбористская партия | 99 809 (0,3%)            | 3             | ▬        |
|        | Ольстерская юнионистская партия               | 114 935 (0,4%)           | 2             | ▲ 2      |
|        | Партия независимости Соединённого Королевства | 3 881 129 (12,6%)        | 1             | ▲ 1      |
|        | Зелёная партия Англии и Уэльса                | 1 157 613 (3,8%)         | 1             | ▬        |
|        | Партия «Альянс»                               | 61 556 (0,2%)            | 0             | ▼ 1      |
|        | Другие                                        |                          | 1             |          |

### Хроника подсчета голосов
- 0:37 UTC — LAB7,CON 3, DUP 1
- 0:39 UTC — LAB 39.9 ,CON 31.7 ,UKIP 11.7 ,LD 4.3 ,DUP 4.1 ,GRN 3.7
- 0:45 UTC — LAB9,CON 3, DUP 2, SF 1, SDLP 1
- 0:47 UTC — LAB 35.3 CON 27.2 UKIP 11.0 DUP 4.9 SF 4.8 SDLP 4.3
- 0:53 UTC — LAB9,CON 2, DUP 2, SF 1, SDLP 1
- 0:54 UTC — LAB 33.2 CON 26.8 UKIP 10.7 DUP 6.9 SF 4.9 SDLP 4.2
- 1:05 UTC — LAB9,CON 4, DUP 3, SF 1, SDLP 1
- 1:07 UTC — LAB 30.2 CON 24.7 UKIP 10.0 DUP 9.6 SF 5.2 UUP 4.5
- 1:20 UTC — LAB13,CON 4, DUP 3, SNP2 , SDLP 1 , OTH 1
- 1:23 UTC — LAB 31.1 CON 20.2 UKIP 9.2 DUP 8.2 LD 4.5 SF 4.
- 1:35 UTC — LAB17, SNP8 ,CON 6, DUP 5, LD 2, OTH 5
- 1:37 UTC — LAB 30.9 CON 20.5 SNP 11.9 UKIP 8.7 DUP 6.3 LD 4.0
- 2:17 UTC — CON 37, LAB 24,SNP 22 ,DUP 6, PC 2 OTH 6
- 2:19 UTC — CON 37 , LAB 24, SNP 14.0, UKIP 9.3, LD 5.1, DUP 3.1

## Последствия выборов
8 мая в отставку подали лидер Лейбористской партии Эд Милибэнд, лидер Либеральных демократов Ник Клегг и лидер Партии независимости Найджел Фараж.